# Cippico

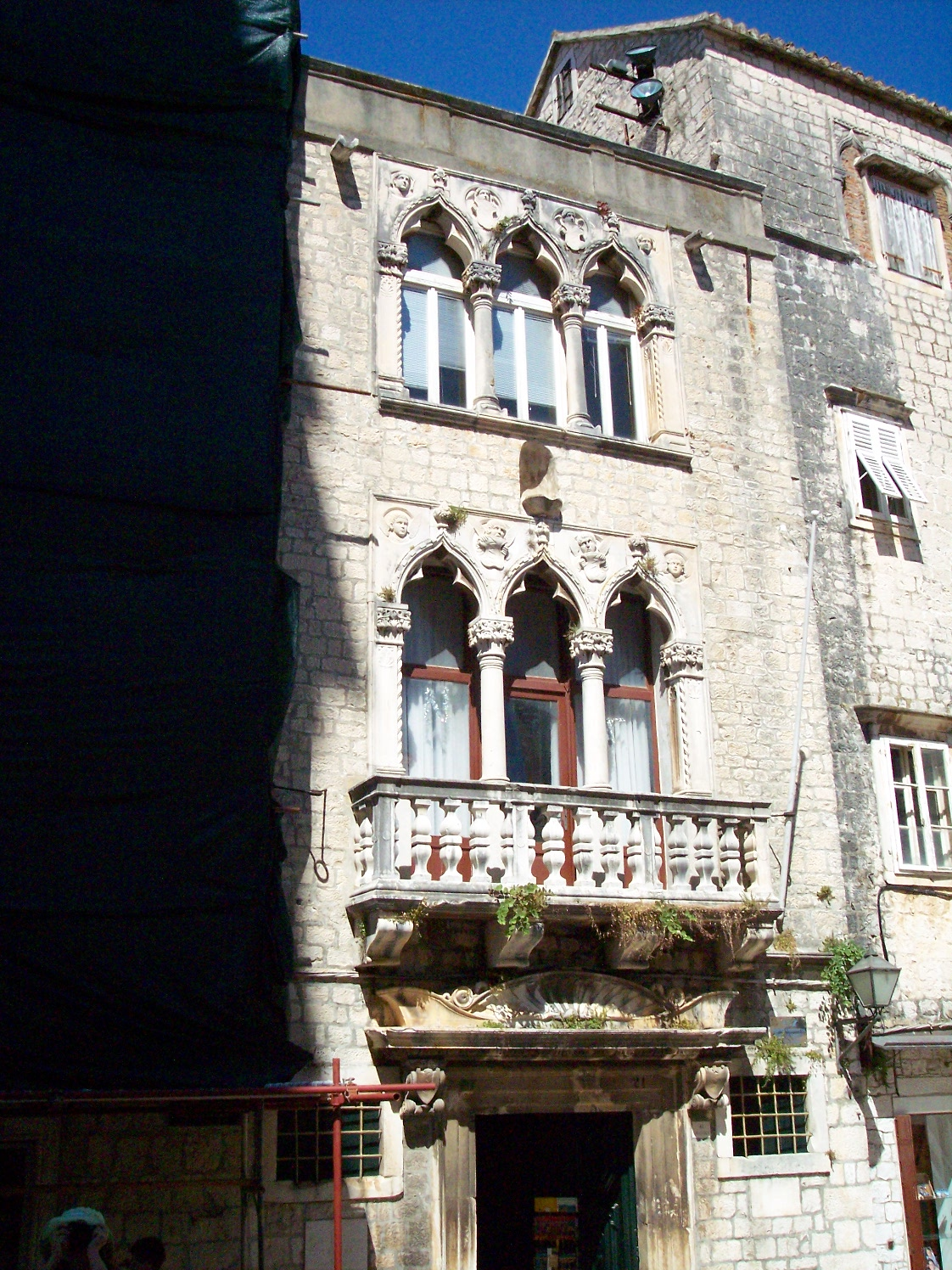
Palazzo Cippico a Traù, dalle caratteristiche trifore veneziane

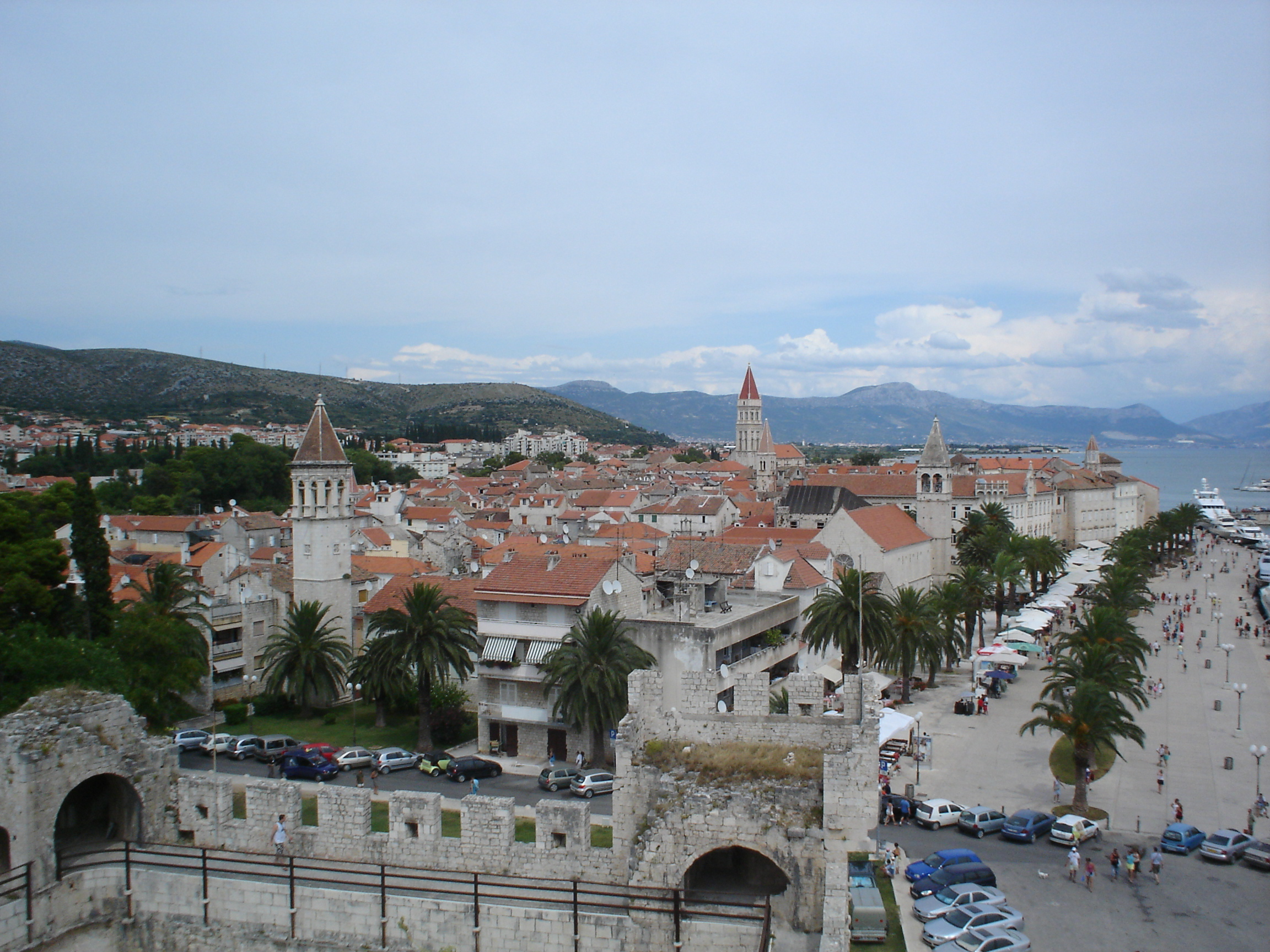
Panorama di Traù

I Cippico furono una famiglia di Traù in Dalmazia.

## Storia
I Cippico giunsero in Dalmazia nel 1232, provenienti da Roma, (antica gens "Cepia") e furono iscritti nella nobiltà cittadina nel 1315.
Nel corso dei secoli successivi la famiglia divenne una delle più importanti casate traurine e molti suoi membri rivestirono importanti cariche civili (sopracomiti, diplomatici), militari (capitani di marina) e religiose (vescovi e arcivescovi). Il periodo di maggior splendore della famiglia risale ai secoli XV e XVI, epoca in cui vissero gli umanisti Pietro, Alvise e Coriolano Cippico, ed è testimoniato ancora oggi dalle architetture di Palazzo Cippico, uno dei più pregevoli edifici del centro storico della città dalmata. Dei Cippico furono anche due dei palazzi eretti dalle famiglie di Traù lungo la costa dalmata nella zona chiamata dei Castelli (Castel Vecchio e Castel Nuovo).
Si imparentarono con molte famiglie traurine, tra le quali i Fanfogna, Morosini fanfogna, Gliubavac Detrico (vedi Damiani di Vergada Detrico Gliubavac Frangipane, tuttora esistenti e con discendenza anche in via femminile, i Palcich de Frankopan di Pag.)
Un più recente ramo della famiglia fu quella del conte Antonio Cippico, erudito e senatore del Regno d'Italia, morto a Roma nel 1935.

## Varianti grafiche
In epoca rinascimentale, Coriolano Cippico latinizzò il suo cognome in Cepio (da cui il corrispondente italiano Cepione e il gentilizio latino Cepiones).
In ambito croato il cognome è utilizzato ora nella forma croatizzata Ćipiko e, al pari di altre stirpi dalmate di lingua e cultura italiana, viene considerata croata.